# Cop d'estat de Skhirat
L'intent de cop d'estat de Skhirat del 10 de juliol de 1971, anomenat també matança de Skhirat, va ser un intent de cop d'estat (el segon després de l'Operació Buraq) que consistí en l'assalt militar al palau d'estiu de Hassan II, rei del Marroc, situat a la platja de Skhirate, durant els festeigs de celebració del 42è aniversari del monarca. L'objectiu era atacar al rei i a l'elit dirigent allí reunida per propiciar un canvi polític al Marroc. El cop va inaugurar un període de la història del Marroc conegut com els anys de plom.

## Protagonistes i motius del pronunciament
Els principals dirigents del pronunciament eren el general Mohammed Medbouh i el coronel M'hamed Ababou. El primer, cap de la casa militar de Hassan II i en la pràctica, en molts sentits, autèntic cap de l'exèrcit, era una persona de confiança del rei. Segons el periodista francès Gilles Perrault, Medbouh tenia un fort menyspreu per la corrupció que abastava totes les institucions marroquines. Als Estats Units, on havia anat a preparar una visita de Hassan, se n'assabentaria de diverses trames de corrupció a gran escala que implicaven al rei, i això li hauria decidit al cop d'estat. Tenia al seu voltant una dotzena d'oficials superiors que participaven en la conspiració, agrupats en una instància anomenada Consell de la Revolució: entre ells els generals Hammu, Bugrin, Habibi, Mustafa i el coronel Shelwati, caps de diverses regions militars. Ababu dirigia l'escola militar d'Ahermoumou, a l'Atles, on estudiaven 1300 cadets procedents en la seva major part de les regions amazigòfones més pobres.
Els motius exactes del pronunciament no es coneixen, ja que cap dels seus dirigents va sobreviure prou temps per explicar-los. No obstant això, generalment s'apunta a l'assumpte de la corrupció estructural i al desig d'acabar amb l'existència del Makhzen, el poder paral·lel lligat a la corona que travessava tot l'entramat institucional marroquí. El cop no semblava recolzar una presa del poder per part de l'oposició política (d'esquerres, majoritàriament), qui no va tenir cap notícia dels seus preparatius, sinó que més aviat semblava voler instaurar un règim netament militar i nacionalista.

## Desenvolupament dels esdeveniments
Un primer intent d'acabar amb el rei va tenir lloc el 14 de maig, quan Hassan II va assistir a unes maniobres a la regió d'Azrou. Ababu va muntar una emboscada, però a l'últim moment va rebre ordre de Medbouh, qui anava en el seguici reial, de desmuntar el dispositiu. Això va crear certa tensió entre tots dos que es manifestaria a Skhirat.
L'elecció de l'aniversari del rei per donar el cop tenia un doble motiu. Primer, que la promoció de cadets sortiria de l'acadèmia a la fi de mes; no utilitzar-la abans equivalia a rebutjar la idea durant molt temps, fins que una altra promoció estigués entrenada per actuar, i sempre que Medbouh i Ababu seguissin en els llocs clau que ocupaven. En segon lloc, la possibilitat d'atacar a tota l'elit dirigent marroquina alhora. En contra estava la llunyania de l'acadèmia, que havia de travessar dues regions militars per arribar a Sjirat, alguna cosa totalment injustificable com a «maniobres» o una excusa similar. El càrrec de Medbuh com a màxim responsable de facto de les forces armades era clau en aquest assumpte.
Els 1.400 cadets de l'acadèmia, dividits en 25 comandos, van sortir d'Ahermumu a les 3.15 AM. A les 10 es van aturar al bosc de la Mamora, prop de Rabat, on se'ls va explicar l'objectiu de l'operació: segons un testimoniatge, Ababu va explicar clarament que es tractava d'envoltar dos edificis i no permetre que ningú en fugís, també va donar ordre de disparar a qui ho intentés; cap dels cadets sabia del que realment s'estava tractant. Després van seguir fins a Sjirat, fent la seva entrada al palau a les 14.08. (L'anomenat palau reial de Sjirat en realitat consisteix en una sèrie de construccions d'aire estiuenc, disposades en terrasses al llarg de gairebé tres quilòmetres d'una platja privada reservada a la família reial.)
Jacques Benoist-Méchin, conseller del rei que va arribar a Sjirat una mica abans, es va trobar en la carretera amb el comboi militar. Segons va explicar més tard, li va assaltar el pressentiment d'un atac i va intentar prevenir al rei, però va ser retingut per qüestions de protocol (el rei estava menjant i no se'l podia molestar).
Els cadets van poder envoltar el palau i hi penetraren sense problemes a causa que era el general Medbouh l'encarregat de la seguretat. Alguns convidats dirien que s'havien sentit estranyats per l'escassa presència militar entorn del palau. Els cadets van entrar en el recinte i van obrir foc contra la multitud, tractant de reduir una resistència d'altra banda inexistent. La majoria de les víctimes van ser de la gendarmeria reial, servents: cambrers, guardaespatlles, personal de cuines, de neteja, caddies... Els convidats que no van morir sota el foc indiscriminat van ser agrupats i obligats a tombar-se a terra. Alguns van ser identificats com a alts comandaments de l'exèrcit o dirigents de l'Estat i executats sumàriamente.
El rei, el general Mohammed Oufkir i alguns ministres, juntament amb altres persones, es van amagar a la zona dels excusats, on van ser localitzats ràpidament. El general Medbouh va acudir a entrevistar-se amb el rei. Segons la versió oferta després per aquest, Medbouh es va penedir de la seva participació en el cop en veure la carnisseria perpetrada pels soldats d'Ababu i va oferir Hassan parlamentar amb el coronel, cosa a la que Hassan s'hauria negat. Altres versions afirmen que per evitar més morts Medbouh hauria fet signar al rei una abdicació, que no va arribar a fer-se pública perquè el general Medbouh va morir poc després en circumstàncies poc clares. Després de la visita de Medbouh es va instal·lar un guàrdia a la porta dels excusats.
Sobre la violència desplegada pels cadets així com la mort de Medbouh, algunes versions diuen que els oficials de l'anomenat Consell de la Revolució havien previst un cop net, és a dir, prendre el palau i enviar a la família real a l'exili. Per tant, es van veure sorpresos per la violència de les tropes assaltants, sobre les causes també es donen diverses explicacions, no excloents entre si: la joventut i el nerviosisme dels cadets o la seva indignació (majoritàriament procedents de famílies amazigues pobres) davant el luxe i l'ostentació del festeig, o també instruccions directes del coronel Ababu, que podria haver volgut l'anihilació física del rei i de l'elit política marroquina i no el seu mer derrocament. Si això era així, persisteix el dubte de per què llavors no va acabar immediatament amb el monarca i els ministres tancats al bany. Quant a Medbouh, algunes fonts afirmen que va tenir un enfrontament amb Ababu i que aquest havia donat ordre de matar-lo per traïció. Altres fonts diuen que va ser víctima d'una bala perduda.
Controlat Skhirat i mort Medbouh, Ababu marxa a Rabat i alguns generals acudeixen a les seves respectives regions militars. La ràdio anunciava que l'«Exèrcit del Poble» havia pres el poder, que el rei havia mort i que el Marroc era ara una república.
Però el rei seguia viu a Skhirat, on havien quedat només 90 cadets. Cap a les cinc de la tarda els soldats fan sortir als amagats en l'excusat. El rei és portat per quatre soldats a un lloc apartat, presumiblement per procedir a la seva execució sumària. Però passada una estona el rei torna seguit dels soldats, que ara semblen escortar-lo mentre reciten tots la Fatiha, l'oració principal de l'islam. Sobre les raons d'aquest gir imprevist dels esdeveniments només hi ha el testimoniatge del rei, qui afirma que va aconseguir fer valer el seu paper de príncep dels creients davant uns soldats excessivament insegurs. Van aconseguir sufocar el cop aquesta mateixa tarda, després d'uns breus tirotejos a Rabat en els quals va morir Ababu. Els dirigents d'altres ciutats van ser detinguts abans que aconseguissin posar-se al comandament de les seves regions militars.

## Víctimes
Un centenar de persones vam trobar la mort en aquesta temptativa de cop d'estat, d'ells vuit francesos, un belga i un espanyol. Entre ells:
- el capità Boujemaâ Asli[8]
- Ahmed Bahnini, antic primer ministre del Marroc de 1963 a 1965 ;
- Fadel Benyaich, metge personal del rei[9]
- Henri Dubois-Roquebert, metge de la família reial i amic del rei Mohammed V del Marroc;[7]
- Marcel Dupret, ambaixador de Bèlgica al Maroc[10]
- Omar Ghannam, director del Centre Cinematogràfic Marroquí[11]
- Charles Guetta, empresari;[12]
- Pierre Kremer, cap de cuina de l'hotel de la cort de Hassan de Rabat;[13]
- Ahmed Wafik Maâzouzi, encarregat de missió del gabinet reial;[14]
- Max Magnan, director de la Compagnie du sucre au Maroc.[13]

## Conseqüències del pronunciament
Els motius del cop eren el principal interrogant. L'opinió pública marroquina i internacional havia cregut fins al moment que l'exèrcit era un pilar del règim del Marroc, així que la sorpresa fou gran. Només alguns, com el dissident Mehdi Ben Barka abans de la seva desaparició el 1964, havien considerat seriosament sobre el paper la possibilitat que l'exèrcit pogués convertir-se en enemic de la monarquia alauita. Els capitosts del cop, quatre generals, cinc coronels i un comandant, no van tenir temps d'aclarir els dubtes perquè van ser executats sumàriament tres dies després de Skhirat, el 13 de juliol, en presència de Hassan II, el rei Hussein I de Jordània i diversos ministres. La resta dels participants, els 1.081 cadets, suboficials i oficials supervivents als enfrontaments, van ser jutjats més endavant a Kenitra.
L'execució extrajudicial dels comandaments, que es va fer sense cap dissimul i de fet va ser anunciada pel rei en la seva roda de premsa de l'11 de juliol, no va fer sinó obrir més interrogants. En contrast, les sentències de Kenitra, pronunciades el 29 de febrer de 1972, van ser, per a l'opinió pública, estranyament benèvoles. Tots els cadets eren absolts, mentre que els oficials eren condemnats amb prou feines que anaven des d'un any de presó a cadena perpètua. Només es va condemnar a mort a l'únic oficial que va admetre haver disparat contra un convidat, i el rei el va indultar poc després.